# نیکل‌بک
نیکل‌بک (به انگلیسی: Nickelback) یکی از گروه‌های موسیقی سبک هارد راک است. مبدأ این گروه در آلبرتای کانادا است.
نیکل‌بک را چد کروگر، مایک کروگر، رایان پیک و برندن کروگر در سال ۱۹۹۵ بنیان گذاشتند. نیکل‌بَک ازلحاظ تجاری یکی از موفق‌ترین گروه‌های موسیقی در کانادا است و در دههٔ ۲۰۰۰ به‌عنوان یازدهمین گروه پُرفروش آن کشور شناخته شد. این گروه جزو معدود گروه‌های پُست گرانج دههٔ ۲۰۰۰ میلادی است که آثارش با موفقیت تجاری همراه بوده‌اند.
آثار نیکل‌بَک تابه‌حال بیش از ۲۱ میلیون نسخه در آمریکا و ۳۰ میلیون نسخه در تمام دنیا فروش داشته‌است.

## آلبومها

### آلبوم‌های استودیویی
| نام آلبوم                | سال انتشار |
| ------------------------ | ---------- |
| ۱. Curb                  | ۱۹۹۶       |
| ۲. The State             | ۲۰۰۰       |
| ۳. Silver Side Up        | ۲۰۰۱       |
| ۴. The Long Road         | ۲۰۰۳       |
| ۵. All the Right Reasons | ۲۰۰۵       |
| ۶. Dark Horse            | ۲۰۰۸       |
| ۷. Here and Now          | ۲۰۱۱       |
| ۸. No Fixed Address      | ۲۰۱۴       |
| ۹. Feed The Machine      | ۲۰۱۷       |

## جوایز
از میان جوایز معتبری که این گروه تا کنون موفق به دریافت آنها شده می‌توان به: نه جایزه جونو، بزرگترین جشنواره موسیقی کشور کانادا، یک جایزه American Music Award، جایزه MTV Video Music Award برای آهنگی در فیلم "قهرمان Hero " و جایزه World Music Award برای پرفروش‌ترین آلبوم راک، اشاره نمود. نیکل بک علاوه بر موارد فوق که با دریافت جایزه همراه بود، در رشته‌های متعدد دیگری از جشنواره‌های مذکور نیز در لیست کاندیدها قرار داشته است. در چهارم دسامبر سال ۲۰۰۶ این گروه با کسب سه جایزه از پنج مورد کاندید شده در Billboard Music Awards، موفقیت خود را مجدداً تکرار نمود.

## اعضای گروه

### اعضای فعلی
- چد کروگر: خواننده اصلی، لیدگیتار (۱۹۹۵ تاکنون)
- رایان پیک: ریتم گیتار، هم‌آوایی (۱۹۹۵ تاکنون)
- مایک کروگر: گیتار بیس (۱۹۹۵ تاکنون)
- دنیل آدایر: درامز، هم‌آوایی (۲۰۰۵ تاکنون)

### اعضای پیشین
- براندون کروگر: درامز (۱۹۹۵–۱۹۹۷)
- رایان ویکدل: درامز (۱۹۹۷–۲۰۰۵)